# Merla becnegra dels tepuis
La merla becnegra dels tepuis (Turdus murinus) és un ocell de la família dels túrdids (Turdidae).

## Hàbitat i distribució
Habita boscos i sabanes dels turons del sud de Veneçuela i Guyana.

## Taxonomia
Considerada una subespècie de Turdus ignobilis pel Handbook of the Birds of the World.